# جون ميتكالف (ملحن بريطاني)
جون ميتكالف (بالإنجليزية: John Metcalf)‏ هو ملحن بريطاني، ولد في 1946 في سوانزي في المملكة المتحدة.

## وصلات خارجية
- جون ميتكالف على موقع IMDb (الإنجليزية)
- جون ميتكالف على موقع ميوزك برينز (الإنجليزية)
- جون ميتكالف على موقع ديسكوغز (الإنجليزية)